# Берлінська декларація (2007)
Берлі́нська деклара́ція (офіційно Деклара́ція з наго́ди 50-ї річни́ці підписа́ння Ри́мського до́гово́ру ) — необов’язковий текст Європейського Союзу (ЄС), який було підписано 25 березня 2007 року в Берліні, відзначаючи п’ятдесятиріччя річниця підписання Римського договору, який заснував Європейську економічну спільну, попередника Європейського Союзу.
Декларація була створена під час головування Німеччини в Раді Європейського Союзу в першій половині 2007 року. Створена для того, щоб надати новий імпульс процесу реформування ЄС після провалу ратифікації Європейської конституції, Декларація була спрямована на «оновлену спільну основу» до виборів до Європейського парламенту 2009 року. Головування Німеччини продовжило вирішення цього питання, досягнувши консенсусу щодо того, що пізніше стало відомо як Лісабонський договір.

## Підписанти
Представлений від імені «Ми, громадяни Європейського Союзу», він був підписаний президентами трьох основних політичних інститутів;
- Ганс-Ґерт Петтерінґ як президент Європейського парламенту.
- Анґела Меркель президентка Ради Європейського Союзу (та Європейської ради).
- Жозе Мануел Баррозу як президент Європейської комісії.

Спочатку передбачалося, що лідери всіх держав-членів Європейського Союзу підпишуть його, хоча отримання документа, прийнятного для всіх членів, виявилося складним завданням, тому це було покладено на плечі трьох інституційних керівників – хоча це було сприйнято з певною критикою.

## Питання

### Християнство
Декларацію розкритикував Папа Римський Бенедикт XVI за відсутність згадки про християнство. Спочатку Польща погрожувала накласти вето через це упущення, але відмовилася, щоб досягти угоди. Декілька світських організацій виступили проти запропонованого включення релігії та підготували власну декларацію під назвою «Бачення Європи».

### Переклад
В оригіналі німецькою мовою (мова, якою було складено документ) фраза «Ми, громадяни Європейського Союзу, об’єдналися заради кращого» була написана як «Wir Bürgerinnen und Bürger der Europäischen Union sind zu unserem Glück vereint», що насправді ближче до «Ми, громадяни Європейського Союзу, об’єдналися в нашій долі/щасті». Ця помилка була навмисним спотворенням перекладу з політичним підґрунтям.